# Cantó de Buxy
El cantó de Buxy és un cantó francès del departament de Saona i Loira, situat al districte de Chalon-sur-Saône. Té 27 municipis i el cap és Buxy.

## Municipis
- Bissey-sous-Cruchaud
- Bissy-sur-Fley
- Buxy
- Cersot
- Chenôves
- Culles-les-Roches
- Fley
- Germagny
- Jully-lès-Buxy
- Marcilly-lès-Buxy
- Messey-sur-Grosne
- Montagny-lès-Buxy
- Moroges
- Saint-Boil
- Sainte-Hélène
- Saint-Germain-lès-Buxy
- Saint-Martin-d'Auxy
- Saint-Martin-du-Tartre
- Saint-Maurice-des-Champs
- Saint-Privé
- Saint-Vallerin
- Santilly
- Sassangy
- Saules
- Savianges
- Sercy
- Villeneuve-en-Montagne

## Història
| Data d'elecció                           | Identitat            | Partit                       | Qualitat |
| ---------------------------------------- | -------------------- | ---------------------------- | -------- |
| 1945-1951                                | M. Bourgogne         | radical                      |          |
| 1951-1970                                | Marcel Legros        | RPF, després RI              |          |
| 1970-1982                                | Bernard Desbrières   | CIR, després MRG, després PS |          |
| 1982-1994                                | Jean Rigoulot        | RPR                          |          |
| 1994-2008                                | André Gentien        | RPR, després UMP             |          |
| 2008-                                    | Dominique Lanoiselet | UMP                          |          |
| les dades anteriors no són pas conegudes |                      |                              |          |
|                                          |                      |                              |          |

## Demografia
| A partir de 1990: Població sense dobles comptes |